# Chiesa di Santa Maria Annunciata (Pavia)
La chiesa di Santa Maria Annunciata è un edificio religioso sconsacrato di Pavia, in Lombardia.

## Storia e descrizione
Il convento agostiniano femminile di Santa Maria Annunciata sorse nel 1415 per impulso dell’aristocratica pavese Michelina di Sannazzaro e, con il favore prima dei Visconti e poi degli Sforza ottenne vasti beni. Il convento inglobò così la chiesa di San Giorgio in Brolio (concessa alle religiose nel 1416 dall’abate di San Pietro in Ciel d’Oro) e verosimilmente la chiesa di San Filiberto del Brolio, mentre nel 1453 Bianca Maria Visconti cedette una pertica del giardino ducale, col patto che in caso di guerra la madre, Agnese del Maino, trovasse rifugio nel convento. La bolla di papa Eugenio IV del 1445 concesse alle religiose la regola agostiniana. Nella seconda metà del Quattrocento il convento fu interessato da grandi interventi edilizi: nel 1482 le monache richiesero alle autorità comunali il permesso per realizzare alcuni edifici destinati a servizi, tra i quali il refettorio. La chiesa fu ricostruita tra il 1511 e il 1520, è a navata unica, coperta in volte unghiate, e conserva resti di decorazioni architettoniche in terracotta e affreschi. Nel Settecento l’ente era proprietario di vasti beni a Roncaro e Montebello e ospitava circa quaranta monache. 

Il convento venne soppresso nel 1799 e, nel 1801 il marchese Luigi Malaspina (proprietario di un palazzo nelle vicinanze) acquistò il complesso dall’Agenzia dei Beni Nazionali del Dipartimento d’Olona. Intorno al 1830 ottenne dal comune il permesso di demolire il chiostro per creare un giardino all’inglese (Giardini Malaspina), mentre, su suo progetto, la chiesa fu rimodellata nel 1832 e destinata a ospitare l’archivio Notarile. Passata in seguito in possesso della provincia di Pavia, è ora adibita a convegni, conferenze e riunioni. La facciata sulla piazza si caratterizza per la monumentale finestra serliana che si apre al centro e fu aggiunta nell’Ottocento.

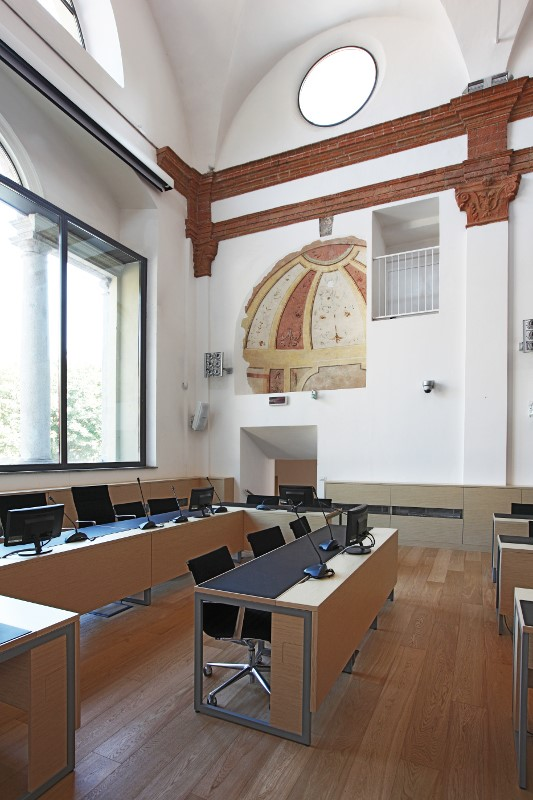
L'interno
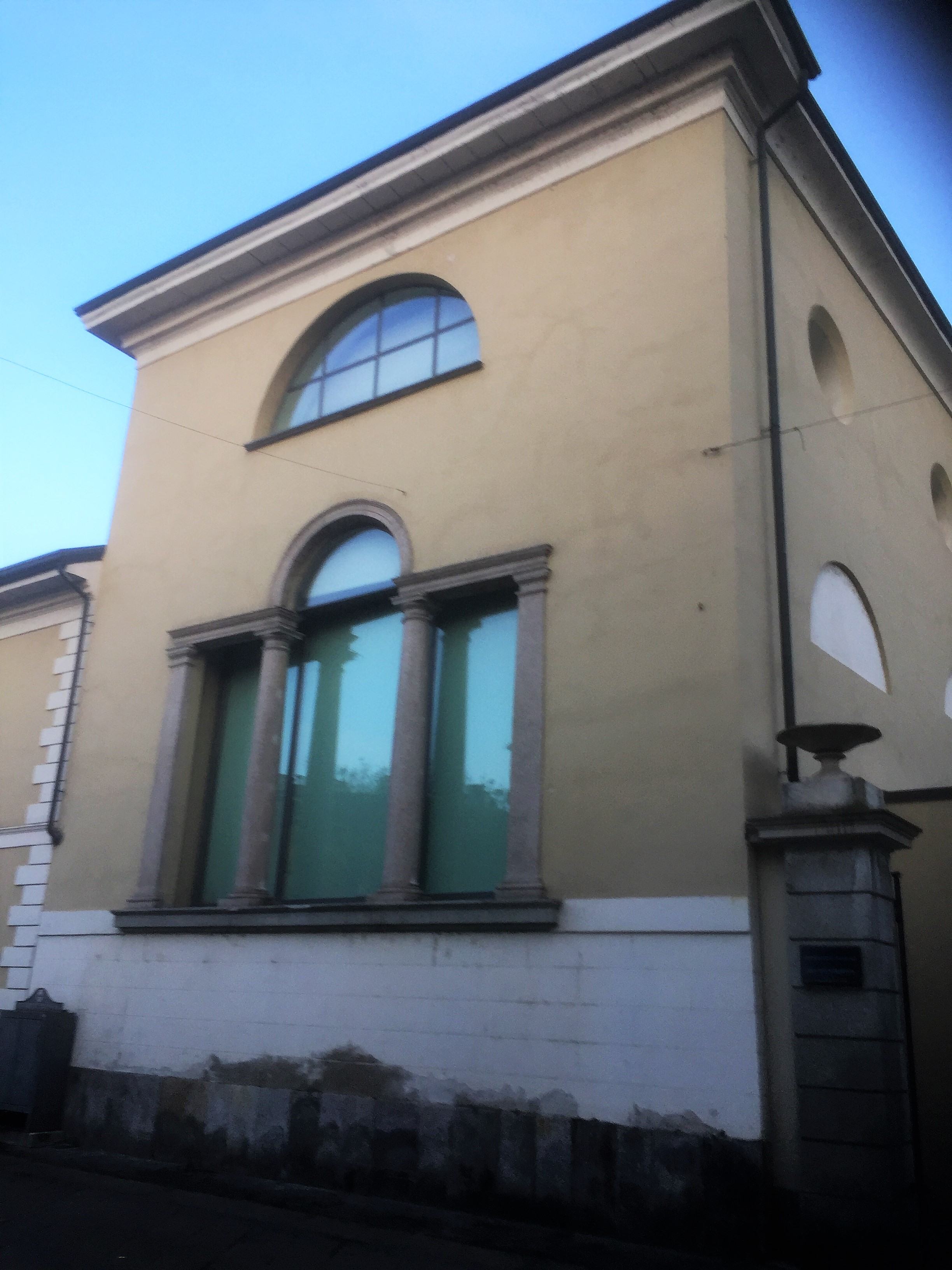
La serliana